# Goerodes ryukyuensis
Goerodes ryukyuensis är en nattsländeart som beskrevs av Ito 1992. Goerodes ryukyuensis ingår i släktet Goerodes och familjen kantrörsnattsländor. Inga underarter finns listade i Catalogue of Life.